# Polska Akademia Literatury

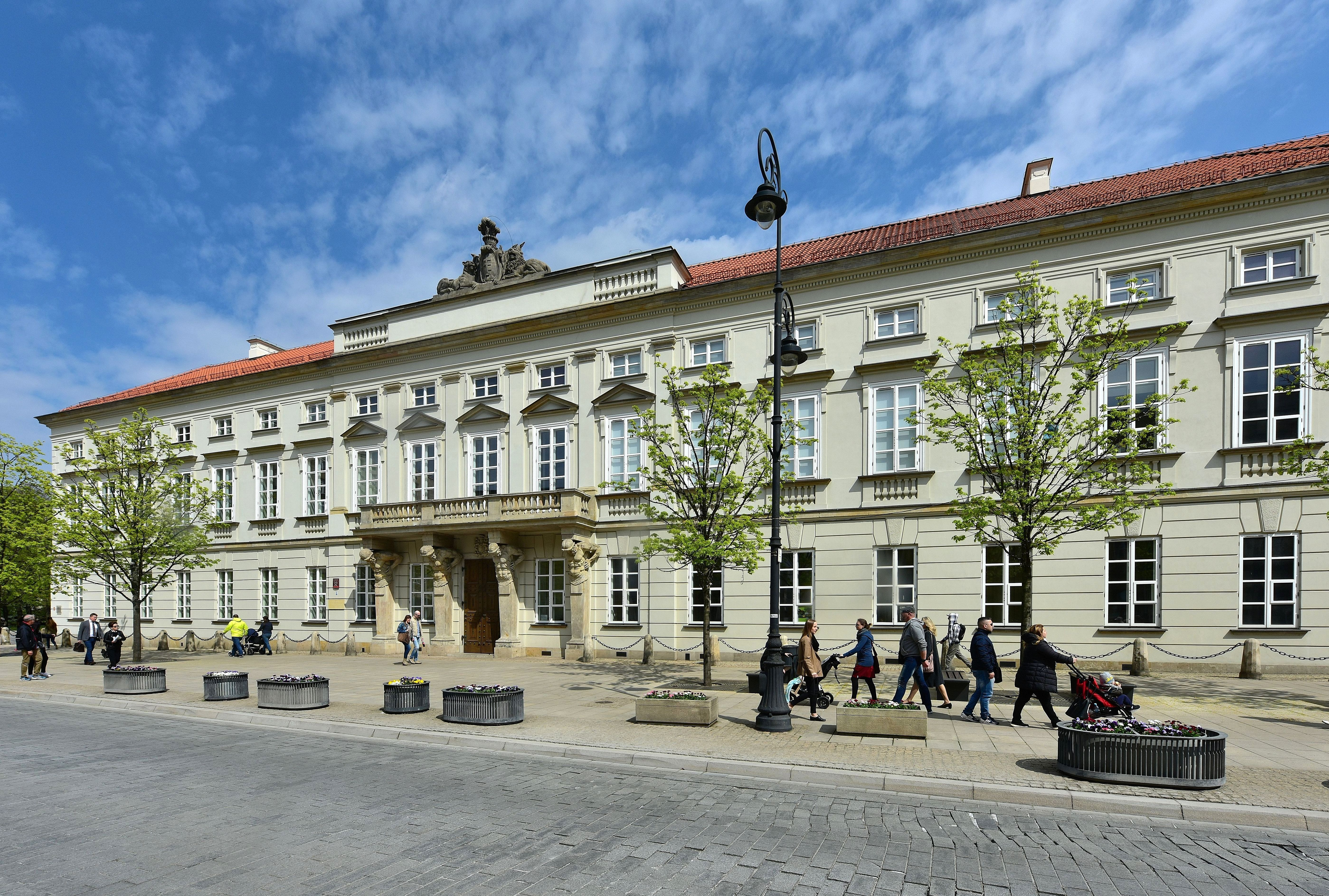
Pałac Tyszkiewiczów w Warszawie, siedziba Polskiej Akademii Literatury

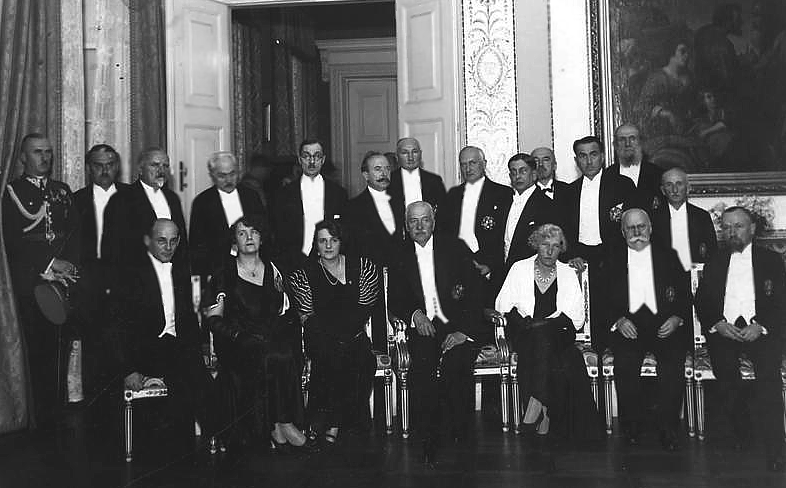
Inauguracyjna sesja Polskiej Akademii Literatury w 1933 roku z udziałem Prezydenta RP Ignacego Mościckiego

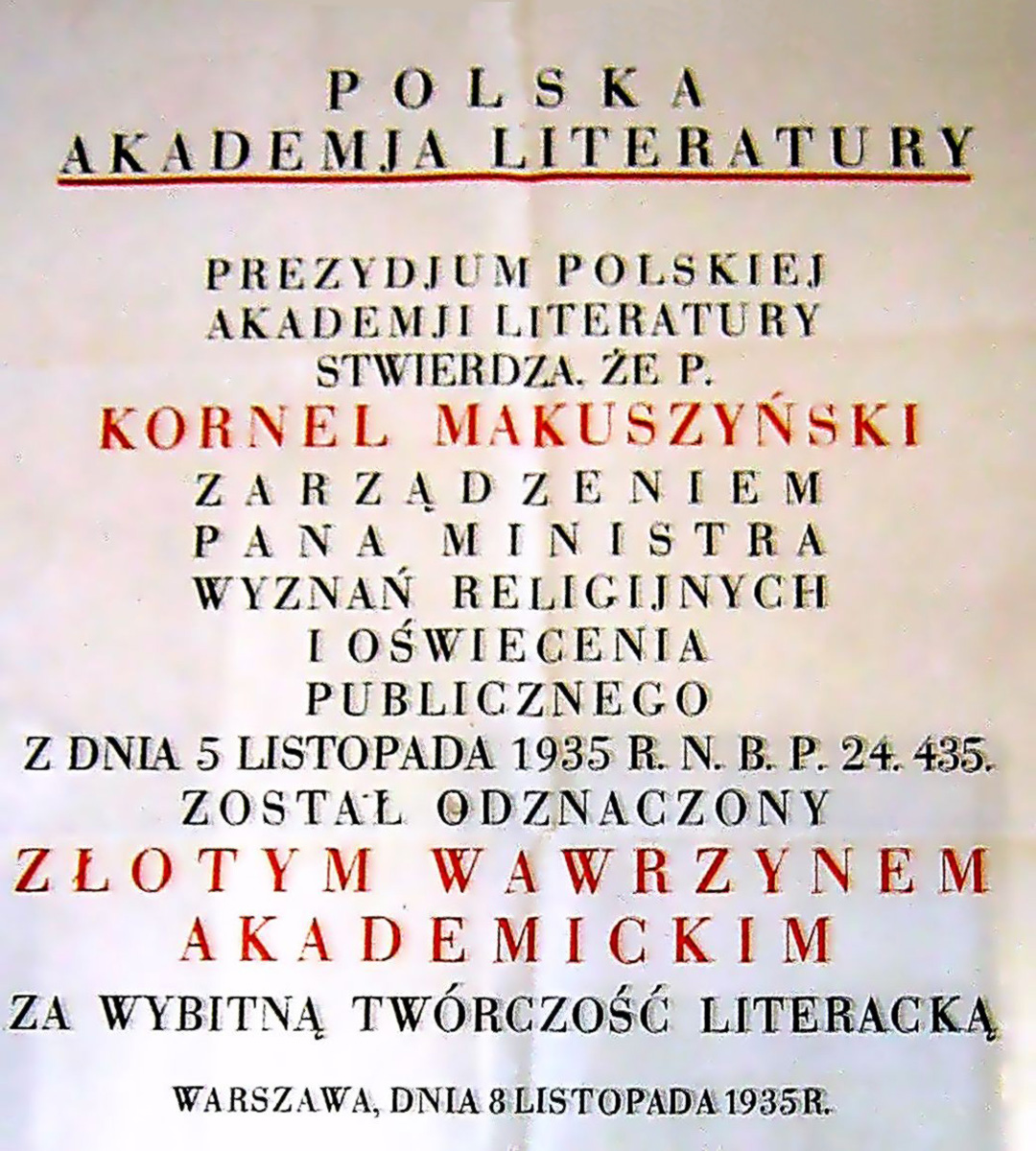
Dyplom przyznania dnia 5 listopada 1935 roku Złotego Wawrzynu Polskiej Akademii Literatury Kornelowi Makuszyńskiemu

Polska Akademia Literatury, PAL – państwowa instytucja życia literackiego działająca w latach 1933–1939.
Występowała jako oficjalna reprezentacja polskiego piśmiennictwa i ruchu wydawniczego. Do jej statutowych celów należało podniesienie kultury literackiej w Polsce oraz jej promocja poza granicami kraju. Wspierała również rodzimych pisarzy, współdziałała z rządem w jego przedsięwzięciach w obszarze literatury i sztuki. Posiadało prawo wydawania na wniosek władz państwowych opinii w sprawach dotyczących języka, literatury i kultury, przyznawania nagród literackich, wyróżnień i stypendiów. Prowadziła działalność wydawniczą dotyczącą rozwoju literatury w Polsce. We współpracy z Towarzystwem Czytelni Ludowych i Stowarzyszeniem Bibliotekarzy Polskich prowadziła działalność rozwijającą biblioteki publiczne w kraju.
Składała się z 15 dożywotnich członków: pierwszych siedmiu mianował Minister Wyznań Religijnych i Oświecenia Publicznego, pozostałych wybierali już sami nominaci. Akademicy otrzymywali wysokie uposażenie, jednak sama PAL nie dysponowała własnym budżetem, właściwie występując jako ciało doradcze ministra.

## Opis
Projekt powołania „Akademii Literatury Polskiej” przedstawił już w lutym 1918 roku Stefan Żeromski. Do końca życia zabiegał o powołanie państwowej instytucji, która miałaby wspierać polskich pisarzy i promować rodzimą literaturę. Kolejny projekt powstał w 1926 roku, już po śmierci Żeromskiego, pod auspicjami Straży Piśmiennictwa Polskiego. Projekt ten został przyjęty w 1929 roku na zjeździe literatów w Poznaniu, głównie w wyniku starań Juliusza Kadena-Bandrowskiego.
Formalnie akademia została powołana rozporządzeniem Rady Ministrów RP z 29 września 1933 r. Zajmować się miała uhonorowaniem i promowaniem najwybitniejszych współczesnych utworów literatury polskiej. Zgodnie ze statutem miała za cel podniesienie poziomu literatury polskiej, współdziałając z rządem we wszystkich jego poczynaniach dla dobra kultury i sztuki polskiej. W założeniu miała być najwyższym organem opiniotwórczym w sprawach języka, literatury i kultury polskiej. Zgodnie z ustawą z 2 lipca 1937 r. Akademia otrzymała osobowość prawną. Członków Akademii zaliczano do ówczesnej elity literackiej Polski.
Przyznawała, w latach 1935–1939, dwa najwyższe odznaczenia: Złoty i Srebrny Wawrzyn Akademicki, za wkład w rozwój literatury polskiej. Ceniona była także Nagroda Młodych, będąca swoistym namaszczeniem wschodzących młodych talentów.
Jej struktura wzorowana była na podobnej Akademii Francuskiej. Liczyła 15 członków dożywotnich, z których 7 pierwszych wybierał minister Wyznań Religijnych i Oświecenia Publicznego, 8 następnych wybierali już sami członkowie Akademii.
W 1937 wyszedł drukiem Rocznik Akademii 1933/1936, w 1939 Rocznik Akademii 1937/1938.
Od zakończenia II wojny światowej toczą się dyskusje na temat przywrócenia Akademii.
Jej protektorami i członkami honorowymi byli m.in. prezydent Ignacy Mościcki i Marszałek Polski Józef Piłsudski.

### Skład
- Wacław Sieroszewski, prezes
- Leopold Staff, wiceprezes
- Juliusz Kaden-Bandrowski, sekretarz generalny
- Wacław Berent
- Piotr Choynowski
- Zofia Nałkowska
- Zenon Przesmycki
- Karol Irzykowski
- Juliusz Kleiner
- Bolesław Leśmian
- Karol Hubert Rostworowski
- Wincenty Rzymowski
- Tadeusz Boy-Żeleński
- Jerzy Szaniawski
- Tadeusz Zieliński

Skład jej zmienił się po śmierci Choynowskiego (1935) i Leśmiana (1937) i po wycofaniu się Rzymowskiego (1937) i Rostworowskiego (1937). Powołano wówczas nowych członków Akademii, odtąd w jej skład wchodzili:
- Ferdynand Goetel
- Kornel Makuszyński
- Jan Lorentowicz
- Kazimierz Wierzyński